# Iglesia de Nuestra Señora de la Antigua (Mérida)
La iglesia de Nuestra Señora de la Antigua se halla situada en el barrio del mismo nombre, extramuros de la ciudad antigua. En un principio perteneció a un antiguo convento franciscano. Tras ser abandanado el cenobio, pasó a manos particulares. En la década de los noventa el Ayuntamiento de la ciudad restauró el edificio donándolo de nuevo a la Iglesia por lo que el templo ha vuelto a recuperar su función litúrgica y de culto.

## Historia
Los primeros datos que se poseen del templo se remontan al siglo XV. En el año 1578 se adosa al templo un convento de la Orden de Franciscanos descalzos. La lejanía del edificio al centro de la ciudad y las escasas rentas que los monjes recibían, en comparación con otros monasterios situados intramuros, conllevaron el abandono del cenobio en los primeros años del siglo XVIII, momento en el que la Orden decide fundar un convento, también extramros, pero más cercano al casco urbano, la actual Iglesia del Carmen. Con el abandono, el convento franciscano pasó a manos privadas hasta que el Ayuntamiento de la ciudad decidió adquirirlo y rehabilitarlo como edificio cultural. Posteriormente la Iglesia fue decida a la diócesis devolviendo, de este modo, la actividad litúrgicas y de culto al templo.

## Arte
Los primeros datos que conocemos del templo se remontan a finales del siglo XV, por lo que su origen es medieval.
Su planta, rectangular, posee una sola nave cubierta con bóveda de crucería. La Capilla Mayor es más estrecha que la nave. 
Destacan del edificio sus dos portadas. La más antigua, abierta en el muro del sur, es renacentista pero con acusada influencia de la tradición gótica extremeña, por lo que puede fecharse en la primera mitad del siglo XVI. Sobre el vano de la puerta se dispone una hornacina que estaría flanqueada por dos pinturas murales de las que apenas se aprecian, hoy en día, sus huellas. La puerta de los pies es manierista, con dovelas muy anchas y realzadas. 